# (897) Lysistrata
(897) Lysistrata est un astéroïde de la ceinture principale.

## Description
(897) Lysistrata est un astéroïde de la ceinture principale. Il fut découvert le 3 août 1918 à Heidelberg par Max Wolf. Il présente une orbite caractérisée par un demi-grand axe de 2,54 UA, une excentricité de 0,09 et une inclinaison de 14,3° par rapport à l'écliptique.

## Nom
L'astéroïde est nommé en référence à la comédie grecque antique d'Aristophane Lysistrata.